# Impero azteco
L'Impero azteco (nahua classico: Mēxihcatlahtohcāyōtl) o Triplice Alleanza Azteca (Ēxcān Tlahtōlōyān)  era un'alleanza di tre città-stato nahua: Mexico-Tenochtitlan, Tetzcoco e Tlacopan. Queste tre Città-stato governarono l'area in e intorno alla Valle del Messico dal 1428 fino a quando le forze combinate dei conquistadores spagnoli e dei loro alleati indigeni, guidati da Hernán Cortés, li sconfissero nel 1521. Il membro più importante del governo azteco è l'imperatore. Il titolo Nahuatl per una posizione del genere, hueyi tlatoani, si traduce con "grande sovrano", ma letteralmente "grande oratore"; i Tlatoque erano la classe regnante.
Questo ufficio prese gradualmente più potere con la crescita di Tenochtitlán, e col tempo "imperatore" divenne un'analogia giusta; come nell'Impero romano, il titolo non era ereditario.
L'huey tlatoani spesso sceglieva il successore insieme ai propri consiglieri. La maggior parte dell'impero azteco fu formata da un uomo, Tlacaelel (in Nahuatl "cuore virile"). Anche se gli fu offerta l'opportunità di essere un tlatoani, preferì stare dietro il trono. Tlacaelel era nipote del tlatoani Itzcóatl, e fratello di Chimalpopoca e Motecuhzoma I, il suo titolo era Cihuacoatl (in onore della dea, traducibile con "consigliere"), ma come riportato nel Codice Ramírez, "quello che ordinava Tlacaelel, veniva fatto al più presto".
Diede al governo azteco una nuova struttura, ordinò la distruzione della maggior parte dei libri aztechi (la sua spiegazione fu che erano pieni di inesattezze) così poté riscrivere la loro storia. Inoltre Tlacaelel riformò la religione azteca, ponendo il dio tribale Huitzilopochtli sullo stesso piano degli antichi dei nahuas, Tlaloc, Tezcatlipoca, e Quetzalcoatl. In questo modo Tlacalel creò una coscienza storica per gli Aztechi. Creò anche l'istituzione della guerra rituale (le guerre dei fiori) come un modo per avere combattenti addestrati, e la necessità di sacrifici umani costanti "per tenere il Sole in movimento". Alcuni scrittori credono che le classi più alte fossero consapevoli di questa falsificazione, il che può spiegare le azioni che fece Montezuma quando incontrò Hernán Cortés. Ma, infine, le istituzioni contribuirono alla caduta dell'impero azteco. Il popolo di Tlaxcala fu conquistato risparmiando delle vittime, a costo di partecipare alla guerra dei fiori. Quando Cortés venne a sapere ciò, li avvicinò ed essi diventarono suoi alleati. I Tlaxcaltechi fornirono migliaia di uomini a supportare le poche centinaia di spagnoli. La strategia di guerra azteca era basata sulla cattura di prigionieri che poi venivano sacrificati.
Politicamente l'impero, costituito da una confederazione di città-stato, principati e regni tributari, si fondava sulla confederazione delle tre città-stato che lo avevano fondato: Tenochtitlán, Texcoco e Tlacopan. Le tre città dominavano l'area corrispondente all'incirca all'odierno Messico dal 1428 fino alla sconfitta contro i conquistadores spagnoli di Hernán Cortés nel 1521, componevano la confederazione del Cem Anahuàc (l'Unico Mondo) e ognuna era governata da propri re ed istituzioni. La predominanza di Tenochtitlán, capitale degli Aztechi Tenocha, si accentuò rispetto alle altre due città-stato solo nell'ultimo secolo della civiltà azteca. Il resto dell'impero confederato era formato da varie province che raggruppavano più città-stato e principati e distinte anche per gruppi etnici.
Prima di questa vi fu un'altra triplice alleanza meno nota, formata dalle città di Azcapotzalco, Culhuacan e Coatlinchan. 
L'alleanza fu formata da Itzcóatl di Tenochtitlan, Acolmiztli Nezahualcóyotl di Texcoco, e dalla piccola città stato di Tlacopán nel 1428. Nonostante il nome parli di Triplice Alleanza, Tenochtitlan occupava una posizione dominante e Tlacopán aveva una posizione molto debole. Tenochtitlán e Texcoco ricevevano ciascuno due quinti dei tributi mentre a Tlacopán ne spettava un quinto. Quando nel 1520 gli Spagnoli arrivarono a contatto con gli Aztechi la città di Tlacopán era quasi scomparsa e le terre dell'alleanza erano dominate da Tenochtitlan.
Al suo massimo splendore l'Alleanza controllava gran parte del Messico Centrale da costa a costa, con l'eccezione di una piccola area al sud-est di Tenochtitlan: il regno Tlaxcalteca, corrispondente al moderno stato Messicano di Tlaxcala. Furono i Tlaxcaltechi, che si allearono con Cortés nel 1521 per far crollare l'Impero Azteco.

## Province
Le province note erano (Cem Anàhuac) con circa 489 città tributarie:
- a nord
- 1. Xitlaltepèc: (valle dell'Anahuac) Tenochtitlàn e Tlatelolco (1475, Mexica Tenocha), Tlalnepantla, Tenayuca, Atzahualco, Atzaoitzalco, Ecatepec, Coauhtitlàn, Tlacopàn, Chapultèpec, Coyoacàn, Xochimilco, Ixtapalapa, Colhuacàn, Tlaltengo, Ayotla, Tlapacaya, Cuitlauac, Chalco, Atlapulco, Tizapàn, Tlalpàn, Huipulco, Xaltocan, Tlaxcomulco, Chicomautlàn, Xaltòcan, Zumpango, Teotihuacàn, Tepetzinco
- 2. Acolhuacan: Texcoco (1418, Chichimechi), Otumba, Teotihuacàn, Pachuca, Talquas,
- 3. Oxitipàn: avamposto a nord sul rio Pànuco; confine settentrionale con i regni zacatechi di Xichú e Ocotlán
- 4. Xiuhcoàc: Tampico (Huaxtechi)
- 5. Xilotèpec: Otomí
- 6. Axocapàn: Izmiquilpan (Otomí)
- 7. Hueypoxtla: Actopan (Otomí)
- 8. Atotonilco: Tula-Tollán (Chichimechi)
- 9. Xocotitlán: Toluca, Calixtlahuaca, Malinalco (Otomì e Mazahua)
- 10. Quauhtitlán: Nahuatl
- 11. Quahuacàn: Cuajiamalpa, Huixquilucan (Otomí)
- 12. Petlacalco: Tláhuac, Mixquic (dipendente dal ministro dei tributi)

- a est
- 13. Atlán: Xiuhcoac, Cempoalàn, Chalchihuacuecàn
- 14. Taxpan-Tochpan: Tuxpàn
- 15. Tlapacoyàn: Zacatlan, Huauchinango, Xochicuautla (Totonachi)
- 16. Atotonilco: Tulancingo (Toltechi)
- 17. Tlatlauhquitèpec: Teziutlan
- 18. Quauhtochco: Huatusco
- 19. Cuetraxtlàn: (Huaxtechi del Golfo)
- 20. Tuxtèpec

- a sud
- 21. Chalco: Chalchi
- 22. Quauhnàhuac
- 23. Huaxtèpec: Oaxtepec
- 24. Tlalcozautitlàn
- 25. Quiauhteopàn: Olinalá
- 26. Tolùca
- 27. Ocuilàn
- 28. Malinalco
- 29. Taxco
- 30. Tepequacuilco
- 31. Cihuatlàn (costa dell'oceano pacifico) confinante a nord col principato dei Purempechi di Acamepulco (Acapulco) e a sud con alcuni principati mixtechi indipendenti
- 32. Tepeacàc: Cholulàn, Tlanualpican, Yanquitlàn, Techuacàn, Tlaxisco (Mixtechi)
- 33. Yoaltèpec (Mixtechi)
- 34. Tlapàn, confina con i principati Yepi e quello mixteco di Tototepec
- 35. Tlachquiauco
- 36. Coayxtlahuacàn (Mixtechi): Teotitlàn, Tototepec (Mixtechi)
- 37. Coyolapàn: Monte Albán, Oaxaca, Mitla, Etla (Zapotechi), confine meridionale
- 38. Xoconochco: Tonalá, Pijija, Ayutla, Nozibe, Tapachtlàn (exclave in terra maya oltre l'istmo di Tehuantèpec).

All'interno dell'impero continuarono a sussistere alcuni principati indipendenti: Yopi, Metztlan, Tototepec, Teotitlan, Tlaxcala.